# Keijo Liinamaa
Keijo Antero Liinamaa (6 tháng 4 năm 1929 – 28 tháng 6 năm 1980) là luật sư và Thủ tướng Phần Lan.